# Tephrina delineata
Tephrina delineata är en fjärilsart som beskrevs av Bytinsky-salz 1934. Tephrina delineata ingår i släktet Tephrina och familjen mätare. Inga underarter finns listade i Catalogue of Life.